# Gibson County, Indiana
Gibson County är ett county i delstaten Indiana, USA, med 33 503 invånare. Den administrativa huvudorten (county seat) är Princeton. 

## Geografi
Enligt United States Census Bureau har countyt en total area på 1 293 km². 1 342 km² av den arean är land och 27 km² är vatten.  

### Angränsande countyn
- Edwards County, Illinois - väst
- White County, Illinois - väst
- Wabash County, Illinois - nordväst & väst
- Knox County - norr & nordväst
- Pike County - öster & nordost
- Warrick County - sydost & öst
- Vanderburgh County - syd
- Posey County - sydväst & väst